# Šteben, Globasnica
Šteben (nemško St. Stefan) je naselje v Občini Globasnica v Okraju Velikovec na Koroškem v Avstriji.